# Hylaeus damascenus
Hylaeus damascenus är en biart som först beskrevs av Paolo Magretti 1890.
Hylaeus damascenus ingår i släktet citronbin och familjen korttungebin. Inga underarter finns listade i Catalogue of Life.